# پیتل (میسیسیپی)
پیتل (به انگلیسی: Petal) شهری در ایالت میسیسیپی کشور ایالات متحده آمریکا است که جمعیت آن در سرشماری سال ۲۰۱۰ میلادی، ۱۰٬۴۵۴
نفر بوده‌است.